# 이석현 (축구 선수)
이석현(李碩賢, 1990년 6월 13일 ~ )은 대한민국의 축구 선수로서 포지션은 미드필더이다. 현재 경주 한국수력원자력 소속으로 뛰고 있다.

## 클럽 경력
선문대학교에 진학하였고 2013년 자유계약으로 인천 유나이티드에 입단하였다.
2013 K리그 드래프트 자유계약으로 인천 유나이티드에 입단하여, K리그 클래식 1라운드 경남 FC와의 경기에 선발출전하여 81분을 뛰었다. K리그 클래식 2라운드 FC 서울와의 경기에서 전반 36분 자신의 리그 데뷔골이자 동점골을 넣었다. 이 경기에서 인천은 3:2로 이겼다. 3라운드 성남 일화 천마와의 경기에서 그는 후반 13분 자신의 K리그 클래식 2호골을 성공시켰다. 6라운드 대구 FC와의 경기에서 전반 20분 한교원이 슈팅한 이후 조현우가 놓친 공을 밀어넣어서 시즌 3호골을 성공시켰다.
2015 시즌을 앞두고 FC 서울로 이적하였다.
2018 시즌 여름 이적시장에서 정원진과 트레이드되면서 포항 스틸러스로 이적했다. 이후 8월 15일 열린 전북 현대와의 리그 경기에서 해트트릭을 기록하며 팀의 5:2 승리를 이끌었으며, 18경기 5골 4도움의 좋은 성적을 거두었다.
2019 시즌 여름에 군 복무를 위해 포항을 잠시 떠나게 되었다. 이후 K3리그의 파주 시민축구단에 입단했음이 알려졌다.
그 후, 군 복무를 끝내고 전남 드래곤즈로 이적하였다.

## 수상

### 클럽

#### FC서울
- K리그 클래식
  - 우승 1회 : 2016

#### 전남 드래곤즈
- FA컵
  - 우승 1회 : 2021